# Mrčevo (Dubrovnik)
Mrčevo je dubrovačko prigradsko naselje u Dubrovačko-neretvanskoj županiji.

## Zemljopisni položaj
Nalazi se u zaleđu općine Dubrovačko primorje, uz lokalnu cestu koja od Slanog vodi prema Orašcu, između mjesta Mravinjac i Kliševo. Od Dubrovnika je Mrčevo udaljeno oko 15 km sjeverozapadno.

## Povijest
U blizini mjesta postoji nekoliko arheoloških nalazišta. Jedno od poznatijih je arheološko nalazište crkve Sv. Šimuna Jude sa stećcima. Tu su i nalazišta Kručica, Gomila i Slivje.
Tijekom Domovinskog rata Mrčevo je bilo okupirano pripadnicima JNA i teritorijalne obrane Crne Gore te raznih dobrovoljačkih četničkih postrojbi. Agresorske postrojbe su opljačkale mnoge gospodarske i civilne objekte u naselju, a stanovništvo je moralo živjeti u progonstvu. Mrčevo je oslobođeno u sklopu operacije Spaljena zemlja, kojom je zapovijedao zapovjednik Južnog bojišta general zbora Janko Bobetko. Prema podacima Hrvatskog memorijalno-dokumentacijskog centra Domovinskog rata, vojno redarstvena operacija Oslobađanje juga Hrvatske obuhvaća više akcija i operacija koje su započele u proljeće 1992. i trajale do listopada 1992. godine, a čiji je rezultat bio deblokada Dubrovnika i oslobađanje okupiranog hrvatskog teritorija. Pritom su najveći doprinos dale 1. i 4. gardijska brigada HV-a, a značajna je bila i uloga pričuvnih snaga te taktičkih skupina koje su držale bojišnicu i bile raspoređene na pomoćnim smjerovima napada. Borbe su se vodile u teškim vremenskim uvjetima te na nepristupačnom i zahtjevnom krškom terenu.                                                                                                                                            Godine 1996. potres je izazvao ozbiljnu štetu, ali obnova je smjesta uslijedila i sanirane su posljedice prvenstveno zahvaljujući pomoći Vlade RH.

## Gospodarstvo
Mrčevo je gospodarski nerazvijeno prigradsko naselje. Stanovništvo se uglavnom bavi poljoprivredom i turizmom, većina stanovništva zaposlena je u Dubrovniku

## Stanovništvo
Prema popisu stanovnika iz 2011. godine Mrčevo ima 90 stanovnika hrvatske nacionalnosti i katoličke vjeroispovjesti.
| broj stanovnika | 204   | 198   | 219   | 232   | 236   | 199   | 165   | 182   | 178   | 183   | 175   | 180   | 156   | 137   | 107   | 90    | 76    |
|                 | 1857. | 1869. | 1880. | 1890. | 1900. | 1910. | 1921. | 1931. | 1948. | 1953. | 1961. | 1971. | 1981. | 1991. | 2001. | 2011. | 2021. |